# Anthony Poola
Anthony Poola (Poluru, 15 de novembro de 1961) é um cardeal indiano da Igreja Católica, atual arcebispo de Hyderabad.

## Biografia
Nascido em 15 de novembro de 1961 em Poluru, depois de frequentar o Seminário Menor de Nuzvid, estudou no Pontifício Seminário de São Pedro em Bangalore. Foi ordenado padre em 20 de fevereiro de 1992 e foi incardinado na Diocese de Cuddapah.
Após a ordenação sacerdotal exerceu os seguintes cargos: entre 1992 e 1993, vigário paroquial na Catedral de Santa Maria; de 1993 a 1994, vigário paroquial em Amagampalli; de 1994 a 2001, foi pároco em várias paróquias, entre 1994 e 1995 em Tekurpet, de 1995 a 2000 em Badvel e de 2000 a 2001 em Verapoly.  Entre 2001 e 2003, estudou para obtenção do Mestrado em Pastoral da Saúde e curso de Teologia (Loyola University, Chicago) nos Estados Unidos, além de realizar o serviço pastoral na Igreja St. Genevieve, na Arquidiocese de Chicago.
De 2004 a 2008, foi Diretor da Christian Foundation for Children and Aging. Foi também Consultor Diocesano, Secretário de Educação, Administrador Adjunto das Escolas da Diocese de Cuddapah e Coordenador do Programa de Apadrinhamento.
Em 8 de fevereiro de 2008, foi nomeado pelo Papa Bento XVI como bispo de Kurnool, sendo consagrado em 19 de abril, nos jardins da JMJ College de Kurnool, por Marampudi Joji, arcebispo de Hyderabad, coadjuvado por Kagithapu Mariadas, M.S.F.S., arcebispo de Visakhapatnam e por Bali Gali, bispo de Guntur.
Em 19 de novembro de 2020, o Papa Francisco o promoveu a arcebispo metropolitano de Hyderabad e fez sua entrada solene em 3 de janeiro de 2021.
Durante o Regina Caeli de 29 de maio de 2022, o Papa Francisco anunciou sua criação como cardeal no Consistório realizado em 27 de agosto. É o primeiro cardeal dalit. Recebeu o anel cardinalício, o barrete vermelho e o título de cardeal-presbítero de Santos Protomártires na Via Aurélia Antiga.